# 马阿顺
马阿顺（1890年?—1930年?）,原名金阿顺，生于浙江省嵊县马塘村，越剧男演员，擅长丑角。1917年6月，与卫梅朵、张云标等前往上海演出。1930年代初，在沪病倒，返乡后不久即病逝。代表作品有越剧《孟丽君》(饰刘奎壁)《箍桶记》(饰张箍桶)等。